# Liebe (1956)
Liebe ist ein deutsches Filmmelodram mit Maria Schell und Raf Vallone in den Hauptrollen. Regie führte der spätere Schell-Gatte Horst Hächler. Der Geschichte liegt der Roman Vor Rehen wird gewarnt (1951) von Vicki Baum zugrunde.

## Handlung
Anna Ballard ist ein sehr kapriziöses, selbstverliebtes und verwöhntes Wesen. Die junge Frau, Tochter eines begüterten Großkaufmannes, geht stets davon aus, das zu bekommen, was ihr gefällt. Eines Tages wird der berühmte italienische Geigenvirtuose Andrea Ambaros, dem die Familie mit Begeisterung bei einem seiner Konzerte gelauscht hatte, zu den Ballards eingeladen. Augenblicklich entflammt Annas Herz für den gutaussehenden Südländer, doch der bleibt trotz ihrer Avancen vergleichsweise spröde und abweisend. Dennoch bleibt man in Kontakt, und in ihrer Ichbezogenheit meint Anna schließlich, dass Ambaros ihre nunmehr recht offen zur Schau gestellten Gefühle, die ihre etwas biedere, ältere Schwester Monika als lächerliche Jungmädchenschwärmerei abtut, erwidert. Umso härter trifft es sie, als eines Tages beider Schwester Vater erklärt, dass Andrea und Monika demnächst heiraten werden. Tief verletzt, entscheidet sich Anna daraufhin, ebenfalls zu heiraten, und zwar den jungen Jan Hopper, den sie zwar nicht liebt, der aber aufgrund seiner ökonomischen Potenz als gute Partie gilt. Mit ihm verlässt sie das Land und zieht in die Ferne. 
Zehn Jahre sind seitdem vergangen, und Annas reicher Gatte, der ihr in der Ehe quasi die Welt zu Füßen legt, konnte dennoch nicht ihre Liebe erlangen. Anna hat Andrea Ambaros nie vergessen, und sie zieht es zurück nach Europa, zurück in die Heimat, zurück zu ihm nach Italien. Monikas Ehe mit ihrem italienischen Geiger-Gatten verläuft sehr harmonisch, die beiden haben sogar ein gemeinsames Kind. Lediglich Monikas Gesundheitszustand lässt zu wünschen übrig. Während sie versucht, in einer Kurklinik zu genesen, bittet Monika ihre Schwester, sich in der Zwischenzeit um Tochter Lorella zu kümmern. Man lebt auf einem Grundstück in der Po-Ebene, während Andrea durch die Welt tourt und sein Publikum mit seinen Geigenkünsten erfreut. Annas Ehemann Jan ist über den bislang noch nie hervorgetretenen Altruismus Annas mehr als verwundert und nimmt nicht zu Unrecht an, dass dies mit Andrea Ambaros zu tun haben könnte. 
Dann aber kommt es zu einer unvorhergesehenen Naturkatastrophe: Ein gewaltiges Hochwasser lässt den Po über die Ufer treten und alles überschwemmen. Die von ihrem Klinikaufenthalt zu ihrer Tochter zurückgekehrte Monika kommt dabei ums Leben. Der nach Venedig abgereiste Andrea ist wie alle anderen auch aufgrund der überspülten Straßenverbindungen von dem betroffenen Gebiet abgeschnitten und kann somit seiner Tochter und seiner Schwägerin nicht zu Hilfe eilen. Anna wächst in dieser Notsituation über sich hinaus. Sie schleppt ihre kleine Nichte durch die reißenden Po-Fluten, bis man sie aufgabelt und ins Trockene bringt. Diese Heldentat erwärmt nun auch das Herz des heimkehrenden Witwers. Andrea gesteht Anna, dass er sie schon immer geliebt habe, doch ihr Egoismus und sein Egoismus als Künstler … dies wäre niemals gut gegangen. Anna hat jedoch zuletzt eine Katarsis durchlaufen, und die Liebe zu ihrem Schwager ist einer unerwarteten Vernunft gewichen. Desillusioniert aber innerlich befreit kehrt Anna zu ihrem Ehemann zurück.

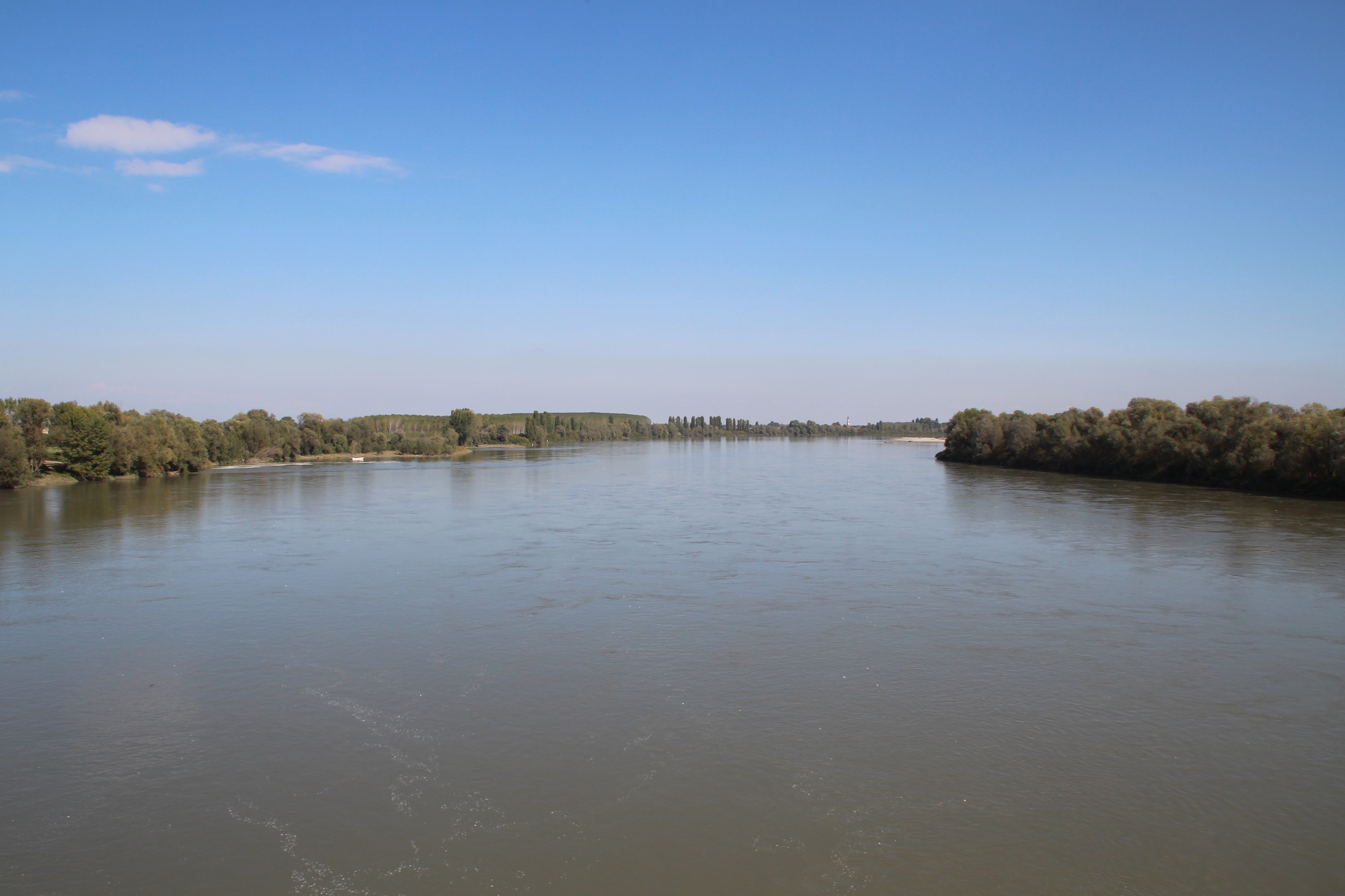
Spielt die eigentliche Hauptrolle: Der Po (südlich von Mantua), Italiens größter Strom

## Produktionsnotizen
Die Dreharbeiten zu Liebe begannen am 22. März 1956 und endeten zwei Monate darauf. Gedreht wurde in der Po-Ebene (Norditalien) und in Venedig. Der Film wurde am 26. September 1956 in Köln uraufgeführt. 
Horst Wendlandt übernahm die Produktionsleitung. Rolf Zehetbauer entwarf, assistiert von Peter Röhrig, die Filmbauten. Die Kostümentwürfe stammen aus der Hand von Manon Hahn. Clemens Tütsch war für den Ton zuständig.
Die zur Drehzeit gerade erst fünfjährige Elke Aberle, die die Vallone-Tochter spielt, erhielt hiermit ihre erste nominelle Spielfilmrolle.

## Wissenswertes
Diese Verfilmung hält sich an vielen Stellen nicht an die Romanvorlage.
Beide Hauptdarsteller Schell und Vallone standen unmittelbar im Anschluss daran (September/Oktober 1956) erneut gemeinsam vor der Kamera, diesmal in der Hauptmann-Verfilmung Rose Bernd unter der Regie von Wolfgang Staudte.

## Kritik
Im Lexikon des Internationalen Films heißt es: „Mit Gefühl und Pathos überfrachtetes Frauendrama, dessen offensichtlicher künstlerischer Ehrgeiz der Banalität des Drehbuchs unangemessen ist. Der visuelle Höhepunkt des Films, eine Hochwasserkatastrophe in Italien, zeigt beste Kameraarbeit.“

## Einzelnachweis
1. ↑  Liebe. In: Lexikon des internationalen Films. Filmdienst, abgerufen am 22. Oktober 2021.